# Scroop Egerton
Scroop Egerton (11 août 1681 – 11 janvier 1744), 1er duc de Bridgwater, également connu sous le nom de vicomte Brackley (1687-1701) et de comte de Bridgwater (1701-1720), est un courtisan et pair anglais. 
De par sa naissance, le 4e comte de Bridgwater est avancé comme duc de Bridgwater en 1720 avec le titre subsidiaire de marquis de Brackley dans la pairie de Grande-Bretagne.

## Biographie
D'ascendance noble, il est le troisième fils de John Egerton (3e comte de Bridgewater) et de sa seconde épouse, Jane Paulet ; ses grands-parents maternels sont Charles Paulet, 1er duc de Bolton par sa seconde épouse, Mary Scrope, fille d'Emanuel, 1er comte de Sunderland et de sa femme, Elizabeth Manners.
Propriétaire des Bridgewater Collieries, il sert comme Lord lieutenant du Buckinghamshire et est également employé dans la maison du prince Georges de Danemark.

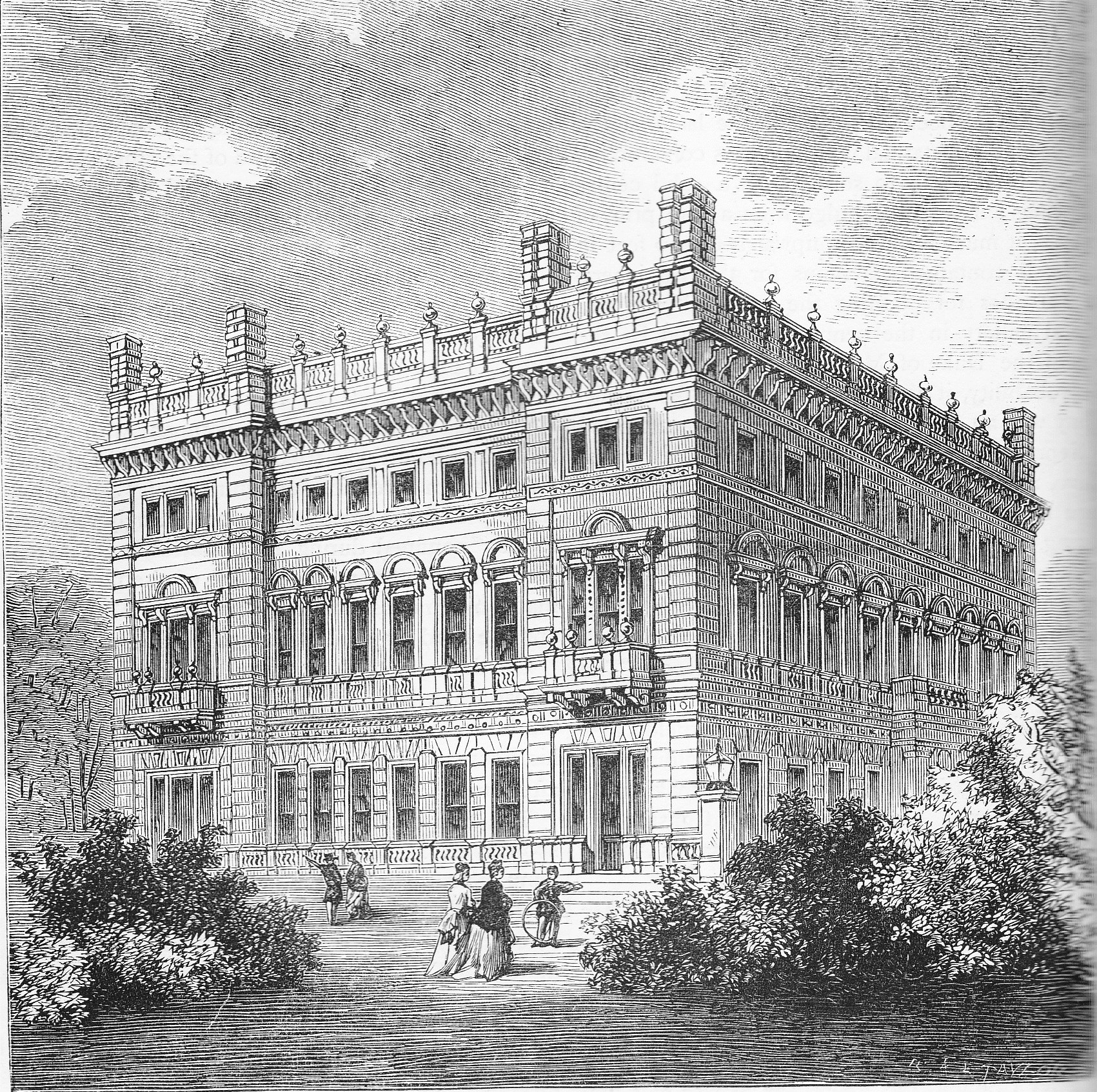
Bridgwater House à Londres.

## Famille et descendance
Le 9 février 1703, Bridgwater épouse en premières noces, Elizabeth Churchill, fille de John Churchill (1er duc de Marlborough) et de Sarah née Jennings (nièce du 1er duc de Tyrconnell). Le comte et la comtesse ont eu une seule fille connue :
- Anne Egerton († 1762); mariée en premières noces en 1725 au 3e duc de Bedford, puis en 1733 au 3e comte de Jersey.

Coronet du duc

Le 4 août 1722, le duc épouse en secondes noces Lady Rachel Russell, fille du 2e duc de Bedford et de son épouse Elizabeth née Howland. Ils ont sept enfants :
- Louisa Egerton (30 avril 1723 - 14 mars 1761); mariée à Granville Leveson-Gower (1er marquis de Stafford)[2].
- Caroline Egerton (née le 21 mai 1724).
- Charles Egerton, marquis de Brackley (27 juillet 1725 - 2 mai 1731).
- John Egerton, 2e duc de Bridgwater (1727 - 1748).
- William Egerton (15 janvier 1728 - 10 février 1729).
- Diana Egerton (3 mars 1731 - 13 août 1758); mariée à Frédéric Calvert (6e baron Baltimore).
- Francis Egerton (3e duc de Bridgewater) (21 mai 1736 - 8 mars 1803)[3].

### Héraldiques

Écu de la famille Egerton
Écu de Cavendish
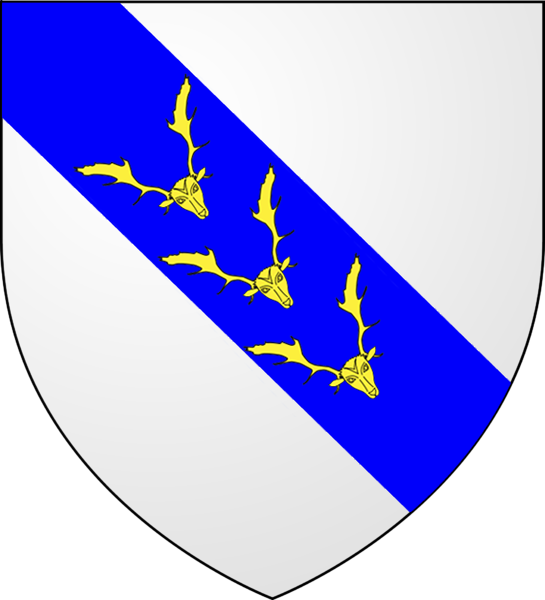
Écu de la famille Stanley
Écu de la famille Clifford
Écu du duc de Brandon
Maison royale Tudor

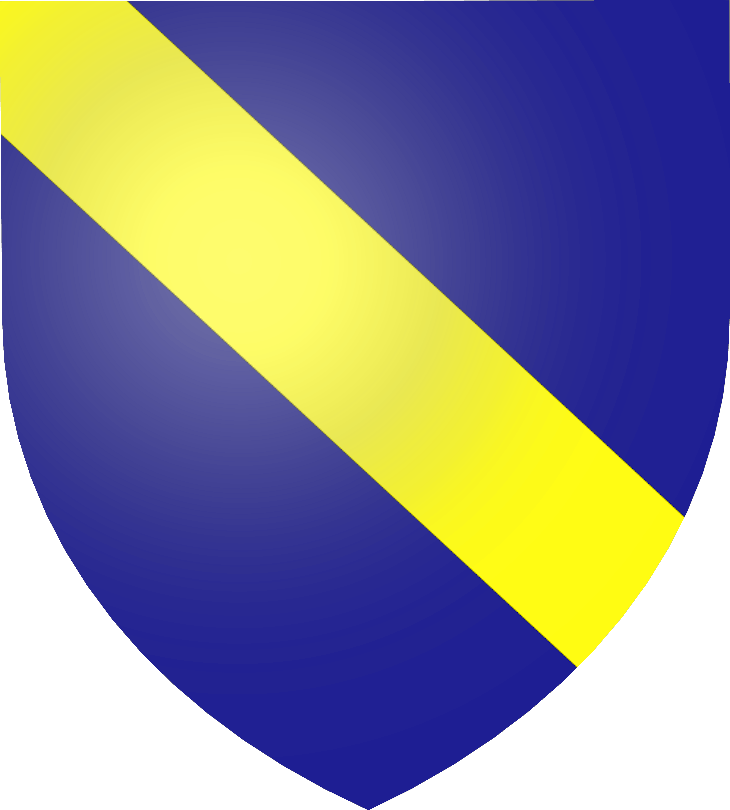
Écu de la famille Scrope
Écu de la famille Paulet
Écu de la famille Manners
Écu de la famille Churchill
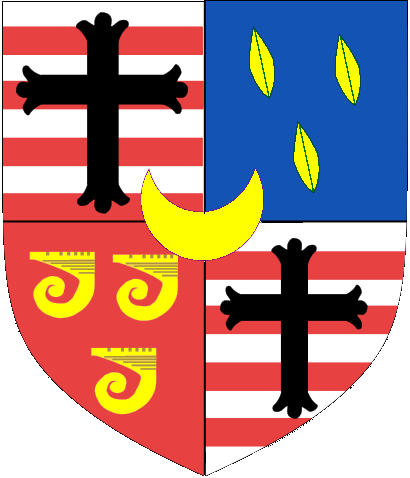
Écu de Leveson-Gower
Écu de la famille Russell

### Liens externes

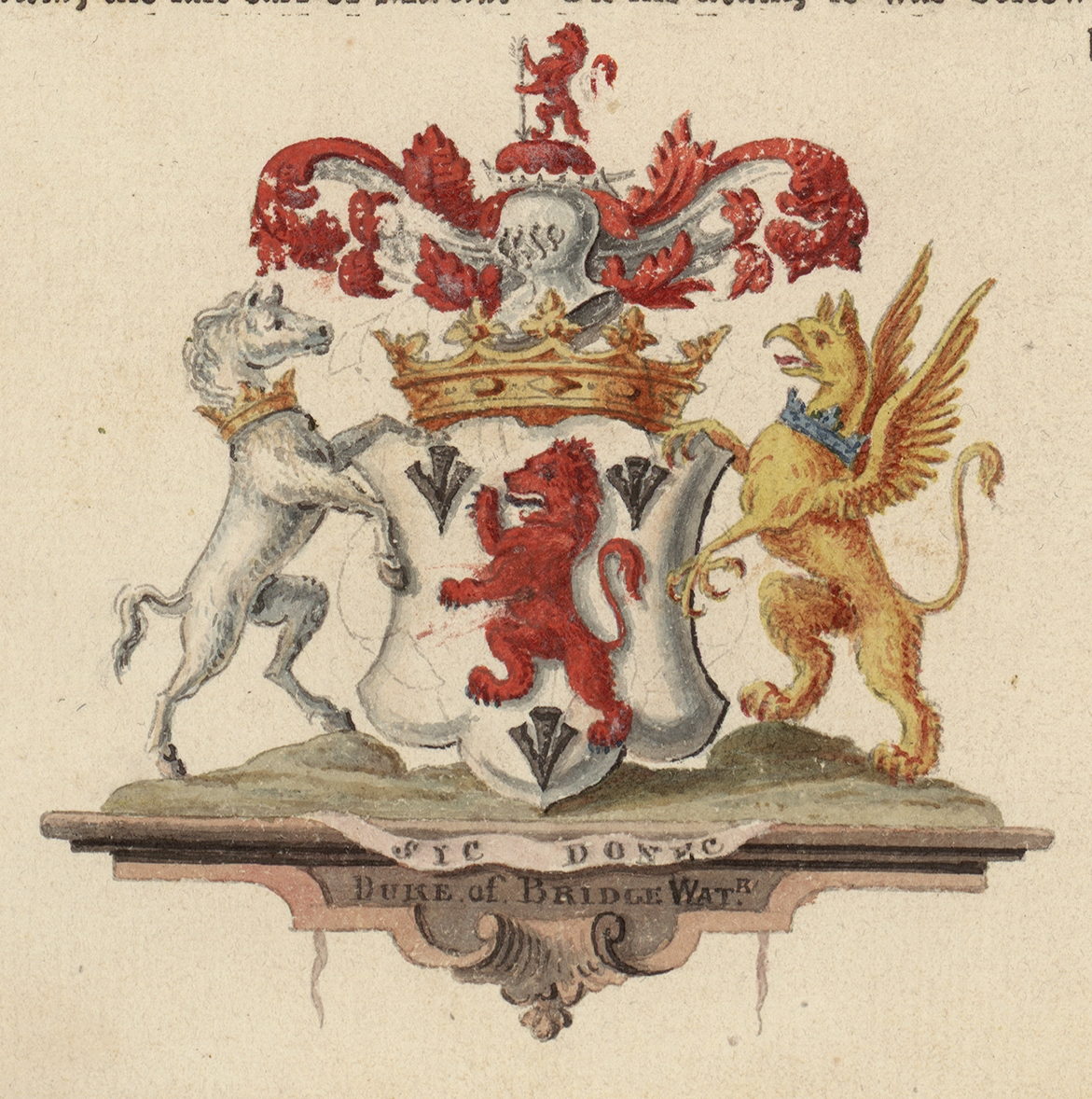
Armes des ducs de Bridgwater